# Mariakapel (Walem)

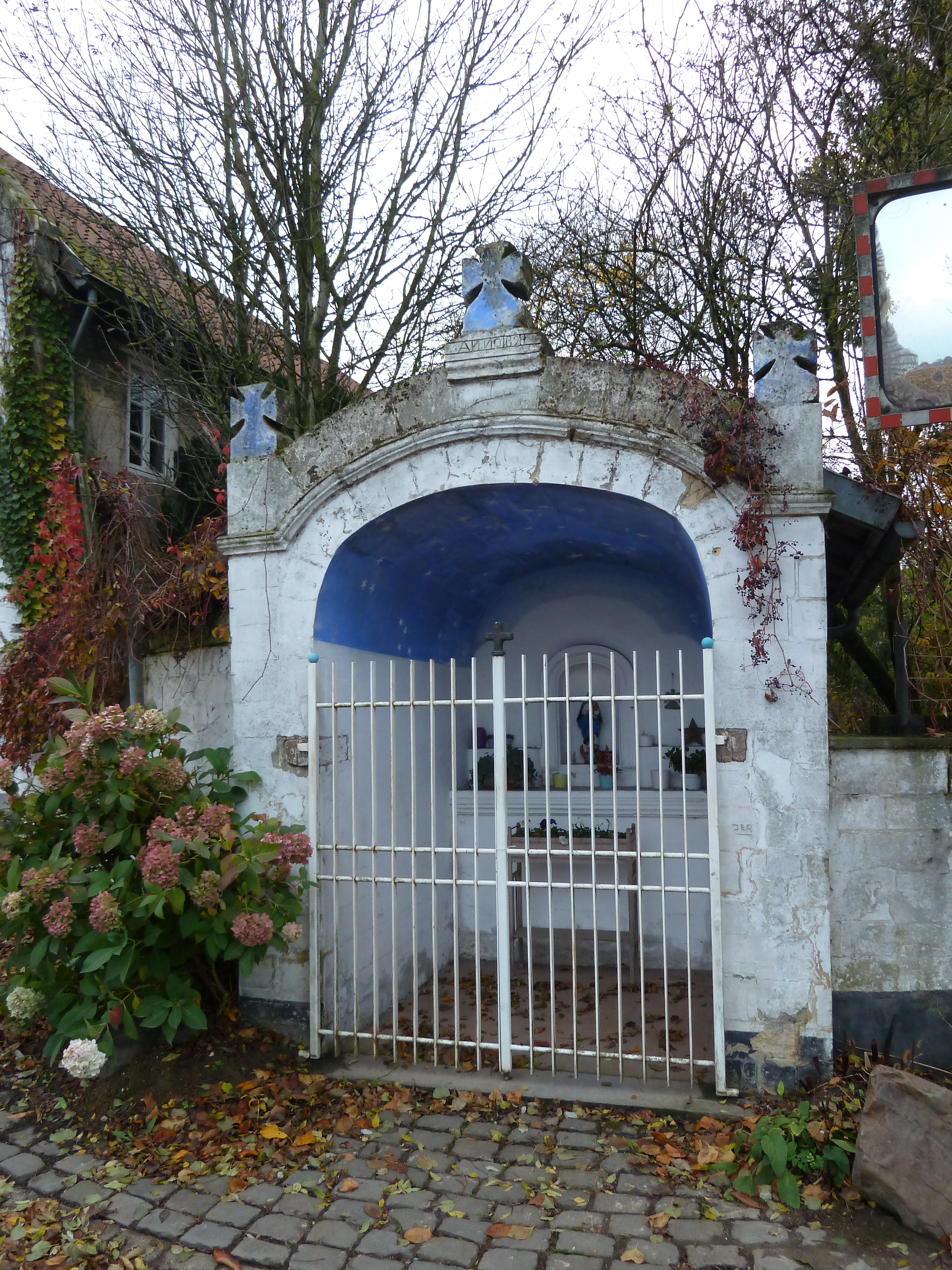
Mariakapel Walem

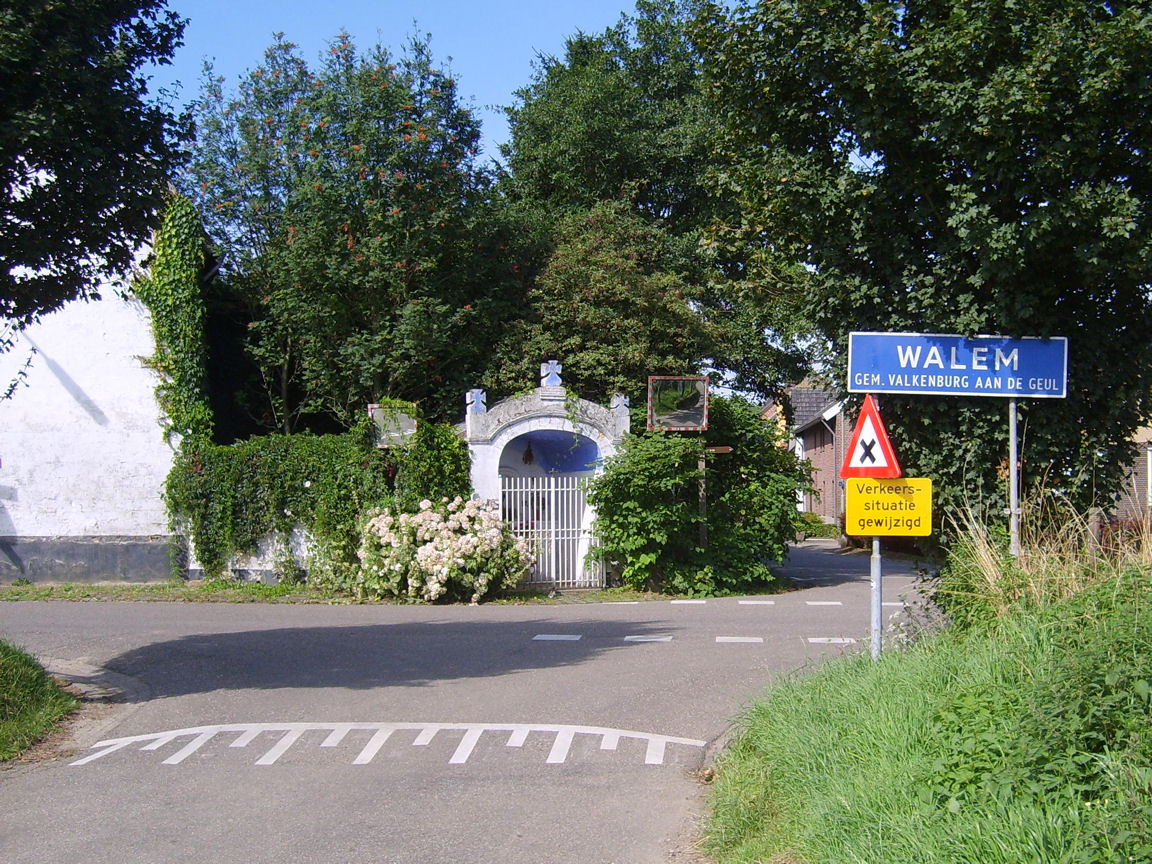
Mariakapel Walem aan de kruising, gezien komende vanuit de richting Koulen

De Mariakapel Walem is een wegkapel in Walem in de Nederlands Zuid-Limburgse gemeente Valkenburg aan de Geul. De kapel staat aan de kruising van de wegen Walemerweg en Waalheimerweg aan de noordkant van de buurtschap, gelegen hoog op het Centraal Plateau. 
De kapel is gewijd aan Maria.

## Geschiedenis
In 1828 werd de kapel gebouwd.
Op 14 maart 1967 werd de kapel ingeschreven in het rijksmonumentenregister.
Tussen 1983 en 1985 werd de kapel gerenoveerd door de Stichting Sjaasbergergank.
In 2013 werd de kapel gerenoveerd.

## Bouwwerk
De kapel staat aan de kruising en is ingebouwd in de muur rond de naastgelegen hoeve. Het open bouwwerk bestaat uit een korfboogvormig tongewelf en wordt afgesloten met een wit ijzeren hek. In de voorgevel zijn op de top en op de hoekpunten stenen kruisen aangebracht die blauw geschilderd zijn. De sokkel van het middelste kruis toont de tekst "ANNO 1828". Het tongewelf is beschilderd met sterren en is eveneens blauw geschilderd. De rest van de kapel is wit geschilderd.
In de kapel staat in een korfboogvormige nis op het altaar een Mariabeeldje met kind op een oranje maansikkel.